# Klein Belitz
Klein Belitz é um município da Alemanha, situado no distrito de Rostock, no estado de Mecklemburgo-Pomerânia Ocidental. Tem 38,87 km² de área, e sua população em 2019 foi estimada em 846 habitantes.